# Diocesi di Tagase
La diocesi di Tagase (in latino Dioecesis Tagasensis) è una sede soppressa e sede titolare della Chiesa cattolica.

## Storia
Tagase, nell'odierna Tunisia, è un'antica sede episcopale della provincia romana di Bizacena.
Unico vescovo conosciuto di questa diocesi africana è Secondo, che partecipò al concilio antimonotelita di Cartagine del 641.
Dal 1989 Tagase è annoverata tra le sedi vescovili titolari della Chiesa cattolica; dal 18 aprile 2011 il vescovo titolare è José Arturo Cepeda Escobedo, vescovo ausiliare di Detroit.

## Cronotassi

### Vescovi
- Secondo † (menzionato nel 641)

### Vescovi titolari
- Giovanni Ceirano † (21 dicembre 1989 - 30 gennaio 2006 deceduto)
- Lionel Gendron, P.S.S. (11 febbraio 2006 - 28 ottobre 2010 nominato vescovo di Saint-Jean-Longueuil)
- José Arturo Cepeda Escobedo, dal 18 aprile 2011